# Scottish Open (snooker)
Het Scottish Open is een professioneel snookertoernooi. Het werd voor het eerst gehouden in oktober 1981 en is sinds 2016 weer een van de rankingtoernooien. De eerste editie werd gewonnen door Steve Davis.

Dit toernooi vormt sinds 2016 samen met de Welsh Open, het Northern Ireland Open en het English Open de Home Nations Series. De eerste editie hiervan werd gewonnen door Marco Fu

## Geschiedenis
Het naam van het Scottish Open is een aantal keer gewijzigd. Het International Open, de Matchroom Trophy en in 2004 was dit het Players Championship. In 2012 was het een "Minor-ranking"-toernooi. in 2016 dus werd het opnieuw op de kalender gezet, nu als ranking-toernooi en als onderdeel van de Home Nations Series.

## Winnaars
| Jaar                    | Winnaar                 | Verliezend finalist     | Score                   | Seizoen                 |
| Scottish Open (ranking) | Scottish Open (ranking) | Scottish Open (ranking) | Scottish Open (ranking) | Scottish Open (ranking) |
| ----------------------- | ----------------------- | ----------------------- | ----------------------- | ----------------------- |
| 2016                    | Marco Fu                | John Higgins            | 9-4                     | 2016/2017               |
| 2017                    | Neil Robertson          | Cao Yupeng              | 9-8                     | 2017/2018               |
| 2018                    | Mark Allen              | Shaun Murphy            | 9-7                     | 2018/2019               |
| 2019                    | Mark Selby              | Jack Lisowski           | 9-6                     | 2019/2020               |
| 2020                    | Mark Selby              | Ronnie O'Sullivan       | 9-3                     | 2020/2021               |
| 2021                    | Luca Brecel             | John Higgins            | 9-5                     | 2021/2022               |
| 2022                    | Gary Wilson             | Joe O'Connor            | 9-2                     | 2022/2023               |
| 2023                    | Gary Wilson             | Noppon Saengkham        | 9-5                     | 2023/2024               |
| 2024                    | Lei Peifan              | Wu Yize                 | 9-5                     | 2024/2025               |

## Voormalige toernooien
| Jaar                             | Winnaar                          | Verliezend finalist              | Score                            | Seizoen                          |
| International Open (non-ranking) | International Open (non-ranking) | International Open (non-ranking) | International Open (non-ranking) | International Open (non-ranking) |
| -------------------------------- | -------------------------------- | -------------------------------- | -------------------------------- | -------------------------------- |
| 1981                             | Steve Davis                      | Dennis Taylor                    | 9-0                              | 1981/19982                       |
| International Open (ranking)     |                                  |                                  |                                  |                                  |
| 1982                             | Tony Knowles                     | David Taylor                     | 9-6                              | 1982/1983                        |
| 1983                             | Steve Davis                      | Cliff Thorburn                   | 9-4                              | 1983/1984                        |
| 1984                             | Steve Davis                      | Tony Knowles                     | 9-2                              | 1984/1985                        |
| Matchroom Trophy (ranking)       |                                  |                                  |                                  |                                  |
| 1985                             | Cliff Thorburn                   | Jimmy White                      | 12-10                            | 1985/1986                        |
| International Open (ranking)     |                                  |                                  |                                  |                                  |
| 1986                             | Neal Foulds                      | Cliff Thorburn                   | 12-9                             | 1986/1987                        |
| 1987                             | Steve Davis                      | Cliff Thorburn                   | 12-5                             | 1987/1988                        |
| 1988                             | Steve Davis                      | Jimmy White                      | 12-6                             | 1988/1989                        |
| 1989                             | Steve Davis                      | Stephen Hendry                   | 9-4                              | 1989/1990                        |
| 1993                             | Stephen Hendry                   | Steve Davis                      | 10-6                             | 1992/1993                        |
| 1994                             | John Parrott                     | James Wattana                    | 9-5                              | 1993/1994                        |
| 1995                             | John Higgins                     | Steve Davis                      | 9-5                              | 1994/1995                        |
| 1996                             | John Higgins                     | Rod Lawler                       | 9-3                              | 1995/1996                        |
| 1997                             | Stephen Hendry                   | Tony Drago                       | 9-1                              | 1996/1997                        |
| Scottish Open (ranking)          |                                  |                                  |                                  |                                  |
| 1998                             | Ronnie O'Sullivan                | John Higgins                     | 9-5                              | 1997/1998                        |
| 1999                             | Stephen Hendry                   | Graeme Dott                      | 9-1                              | 1998/1999                        |
| 2000                             | Ronnie O'Sullivan                | Mark Williams                    | 9-1                              | 1999/2000                        |
| 2001                             | Peter Ebdon                      | Ken Doherty                      | 9-7                              | 2000/2001                        |
| 2002                             | Stephen Lee                      | David Gray                       | 9-2                              | 2001/2002                        |
| 2003                             | David Gray                       | Mark Selby                       | 9-7                              | 2002/2003                        |
| Players Championship (ranking)   |                                  |                                  |                                  |                                  |
| 2004                             | Jimmy White                      | Paul Hunter                      | 9-7                              | 2003/2004                        |
| Scottish Open (minor-ranking)    |                                  |                                  |                                  |                                  |
| 2012                             | Ding Junhui                      | Anthony McGill                   | 4-2                              | 2012/2013                        |